# Харківська громадська бібліотека
Харківська громадська бібліотека (Громадська бібліотека ім. В. Г. Короленка) — архітектурна пам'ятка, що розташована у центрі Харкова у провулку Короленка, 18. Зведена у 1899-1901 роках за проєктом видатного українського архітектора Олексія Бекетова, який виконав роботу безплатно. Будівля є пам'яткою архітектури та містобудування місцевого значення України № 7153-Ха та пам'яткою історії місцевого значення України № 91. Будівля бібліотеки зазнала пошкоджень від російських обстрілів під час боїв за Харків у 2022 році.

## Історія

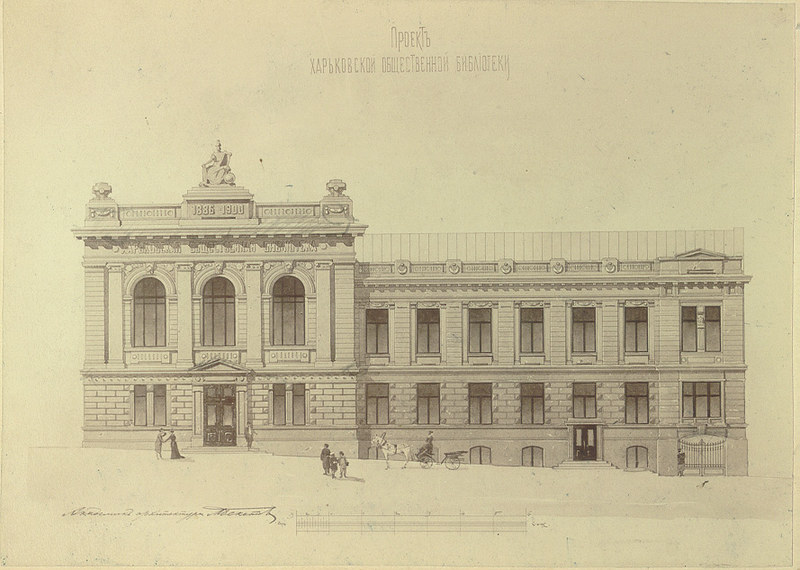
Проєкт будівлі

Коли постала необхідність у новому приміщені Правління бібліотеки, після декількох варантів зупинилися на майже єдиній ділянці у центрі міста, що не була ще забудована і належала Харківському університету. У XVIII сторіччі на цьому місці були класи Харківського колегіуму, згодом — Головне Слобідсько-українське училище.
16 травня 1899 року за присутності губернатора Г. А. Тобізена, ректора Харківського університету М. М. Алексеєнко, голови Правління ХГБ Д. І. Багалія, представників Харківської міської управи та громадськості відбулася урочиста закладка будівлі. Проєкт безоплатно виконав видатний український архітектор Олексій Миколайович Бекетов. За цю роботу він отримав звання академіка архітектури.
Улітку 1900 року будівлю було зведено — двоповерхове приміщення з цокольним поверхом загальною площею 1297 м² (608 кв.сажнів).
Прибудова до будівлі бібліотеки з боку Миколаївської вулиці виконана пізніше, коли Харків був під окупацією Радянського союзу, і в країні почався відхід від старих стилів і пріоритет надавався функціональності, а не красі. Але цей корпус стилістично повторює оригінальну будівлю. Він зведений за проєктом автора основної будівлі наприкінці 1920-х років і частково розбомблений під час Другої світової війни.
У 1970—1980 роках за проєктом архітектора Ю. В. Вейцмана до будівлі з двору прибудовано 12-поверхове книгосховище. Зараз у бібліотеці зберігається приблизно 7 000 000 видань, що робить її найбільшою бібліотекою Харкова і Східної України. В її фондах зберігається багато старовинних книг і документів. Серед них — найрідкісніші українські стародруки XVII—XVIII ст.; прижиттєві видання творів класиків світової літератури; колекція географічних карт XVIII—XX століть; науково-технічні видання; унікальне зібрання книжок XIX ст. і ХХ століть тощо.
У 1986 році будівля була відреставрована архітектором Іриною Малаковою.
Будівля бібліотеки зазнала пошкоджень від російських обстрілів під час боїв за Харків у 2022 році. Зокрема було вибито історичні вікна, вітраж у світловому ліхтарі, пошкоджено фасади, внутрішнє оздоблення, рояль, пошкоджень зазнали два книгосховища і головний корпус. Будівля бібліотеки була частково законсервована пізніше, але станом на 2025 рік досі не відновила стабільну роботу.
На фасаді встановлено інформаційну дошку з текстом «Збудовано за проектом академіка архітектури Бекетова О. М. в 1901 році», а також меморіальну дошку на честь Любові Борисівни Хавкіної, видатної бібліотекарки, докторки педагогічних наук, громадської діячки, яка працювала в будинку в 1890—1918 рр.

## Архітектура

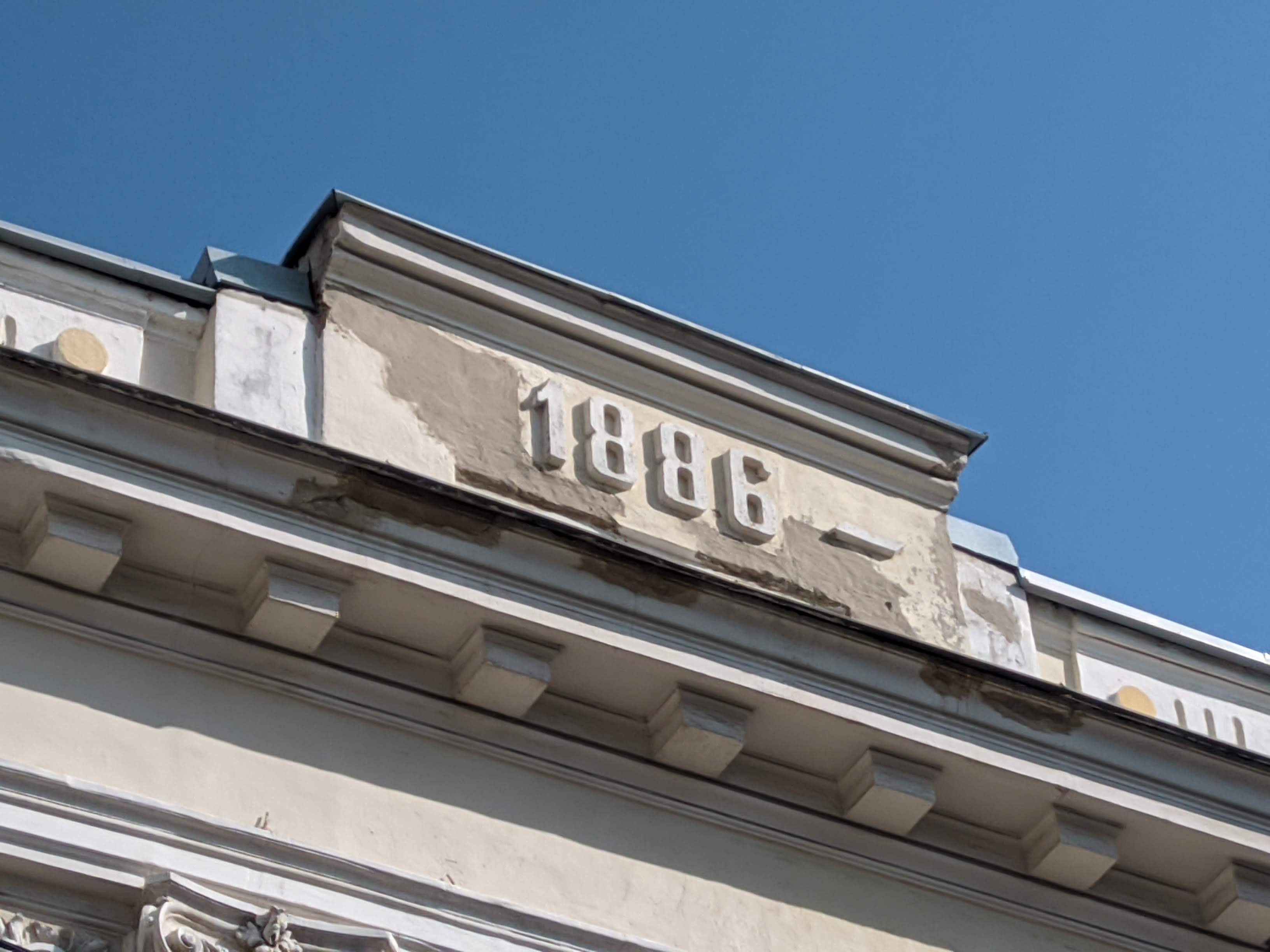
Ліпнина з роком на будівлі

Будівля виконана у стилі неоренесанс, як і багато інших споруд Бекетова. Первісно будівлю мала увінчувати скульптура давньогрецької богині мудрості Атени, але з невідомої причини це не було реалізовано. Фасади прикрашені пілястрами композитного ордера, маскаронами жінок, ліпниною з вінками й рослинністю. Перший поверх рустовано, прикрашено простішими пілястрами між вікон і хвилеподібним візерунком на карнизі. Головний вхід обрамлено портиком та маскаронами левів. Додатковий вхід виконано менш декоративно, але там збереглися оригінальні дерев'яні двері. Ворота, що вели у двір з правого крила будівлі були закладені у роки радянської окупації. Над ними розташована каріатида.
Всередині бібліотеки збереглися оригінальні інтер'єри: мармурові сходи з кованою огорожею, світловий ліхтар з вітражем (зруйнований російським ракетним ударом у 2022 році), обрамлення стін. Особливий інтерес представляє головна читальна зала. Вона виконана у неоренесансному стилі, стіни й стеля багато декоровані ліпниною, прикрашені пілястрами, на їхніх капітелях можна побачити жіночі маскарони. На стелі можна побачити ліпнину смолоскипів, маскарони жінок і рослинну ліпнину навколо великого білого полотна. Ймовірно, на ньому раніше була фреска, як і в багатьох інших інтер'єрах авторства Бекетова.
Прибудова до будівлі бібліотеки з боку вулиці Миколаївської стилістично повторює оригінальну будівлю. Високоповерхова прибудова у дворі та з боку провулка Короленка, що стала однією з домінант центру міста — це велике книгосховище. Воно побудоване у 1970—1980 роках у стилі бруталізм. Декорування фасаду зовсім відсутнє, лише вікна розмежовують величезну залізобетонну будівлю.

### Цікавий факт
Хоча й зведена будівля у 1899—1900 роках, на фасаді вказані цифри «1886», які відображають рік заснування бібліотеки. До побудови окремого приміщення, бібліотека розміщувалася по черзі за трьома адресами, перша — флігель у дворі Міської думи на Миколаївській площі.

## Члени Правління бібліотеки
- Раєвський Сергій Олександрович, обов'язковий член Правління від міського громадського управління (1900—1918)
- Кадлубовський Арсеній Петрович (1902—1915)
- Румницька Марія Іванівна (1914—1918)

### Голови правління
- Філонов Борис Григорович (1885—1893)
- Серебряков Михайло Михайлович (1893—1894)
- Багалій Дмитро Іванович (1894—1906)
- Грузінцев Олексій Петрович (1906—1907)
- Абрамов Георгій Миколаєвич (1907—1908), член Правління 1905—1908
- Комаров Аполлон Петрович (1908—1910), член Правління 1894—1918
- Анциферов Олексій Миколайович (1910—1918), член Правління 1909—1918[19]

## Галерея

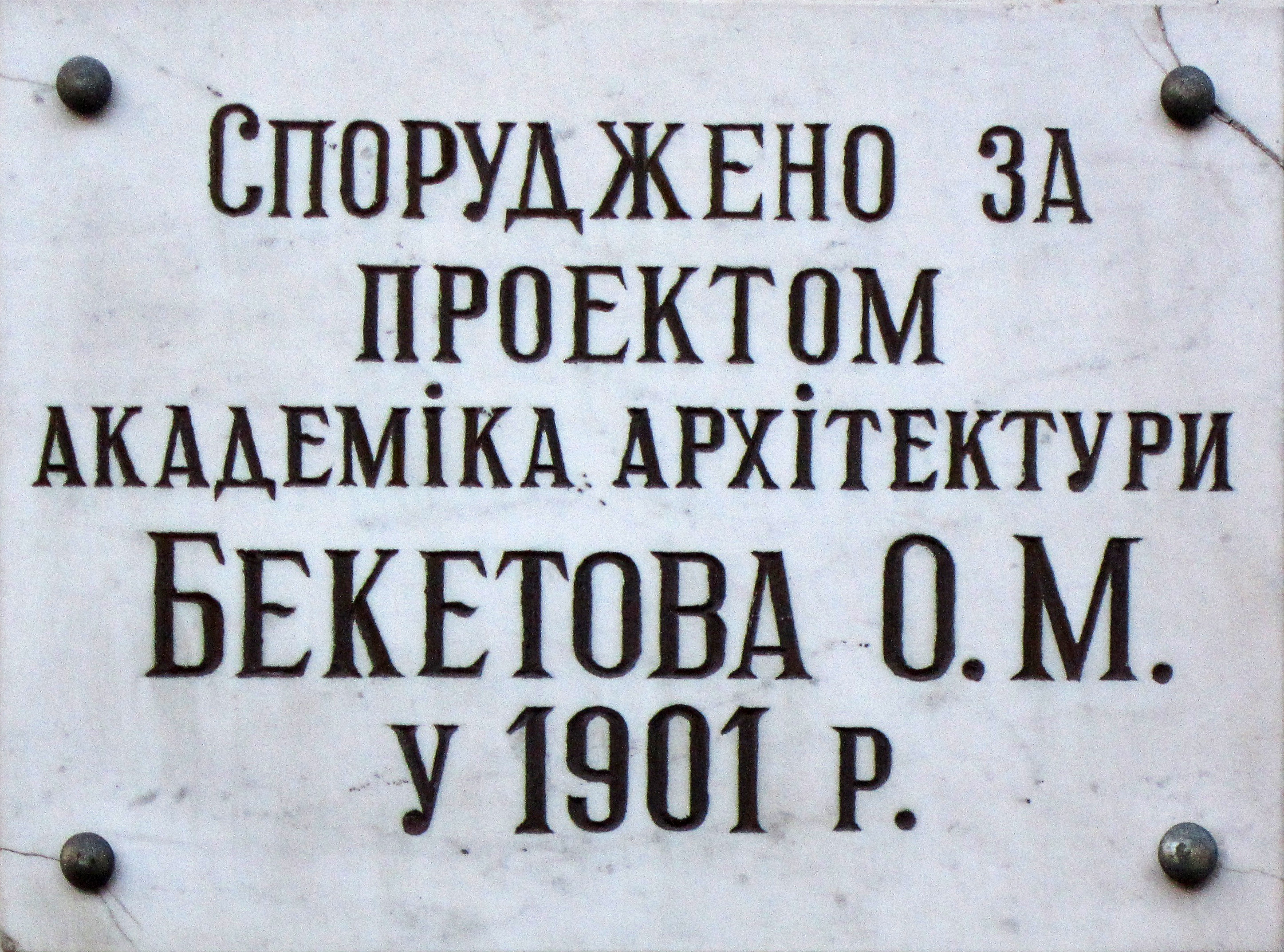
Меморіальна дошка на честь спорудження будівлі Харківської громадської бібліотеки.

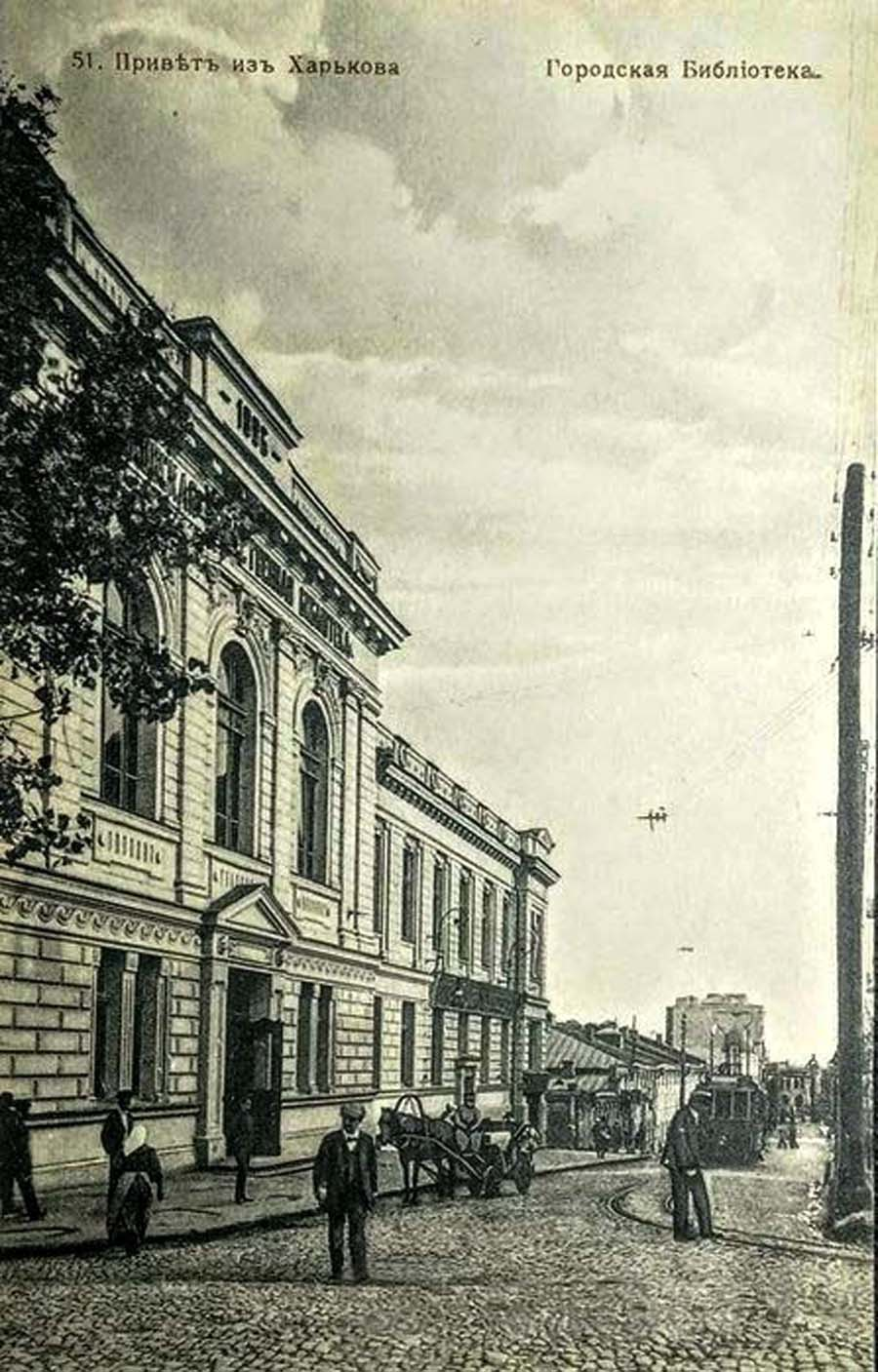
Листівка із зображенням Харківської публічної бібліотеки. Початок ХХ століття
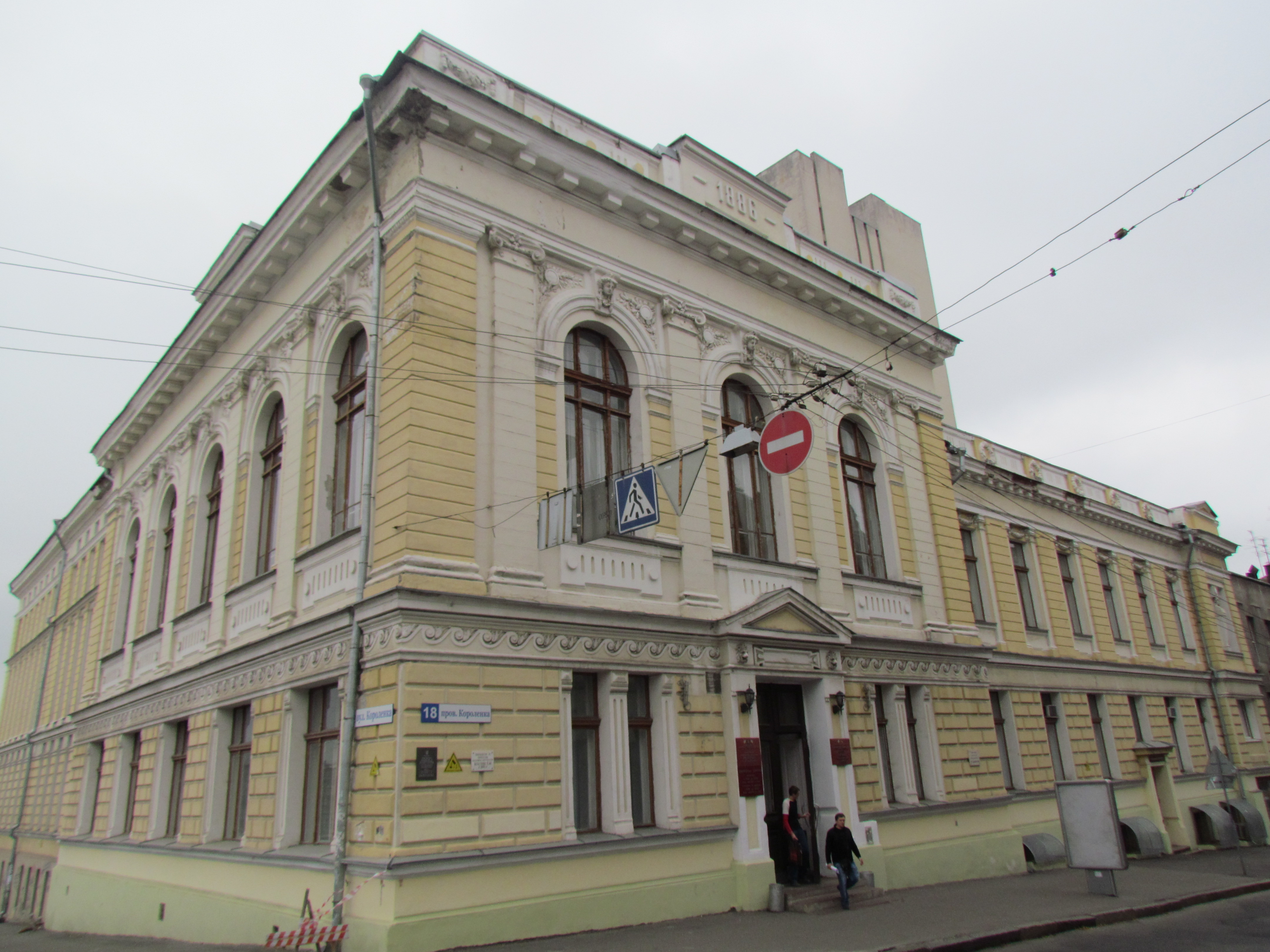
З боку Миколаївської вулиці
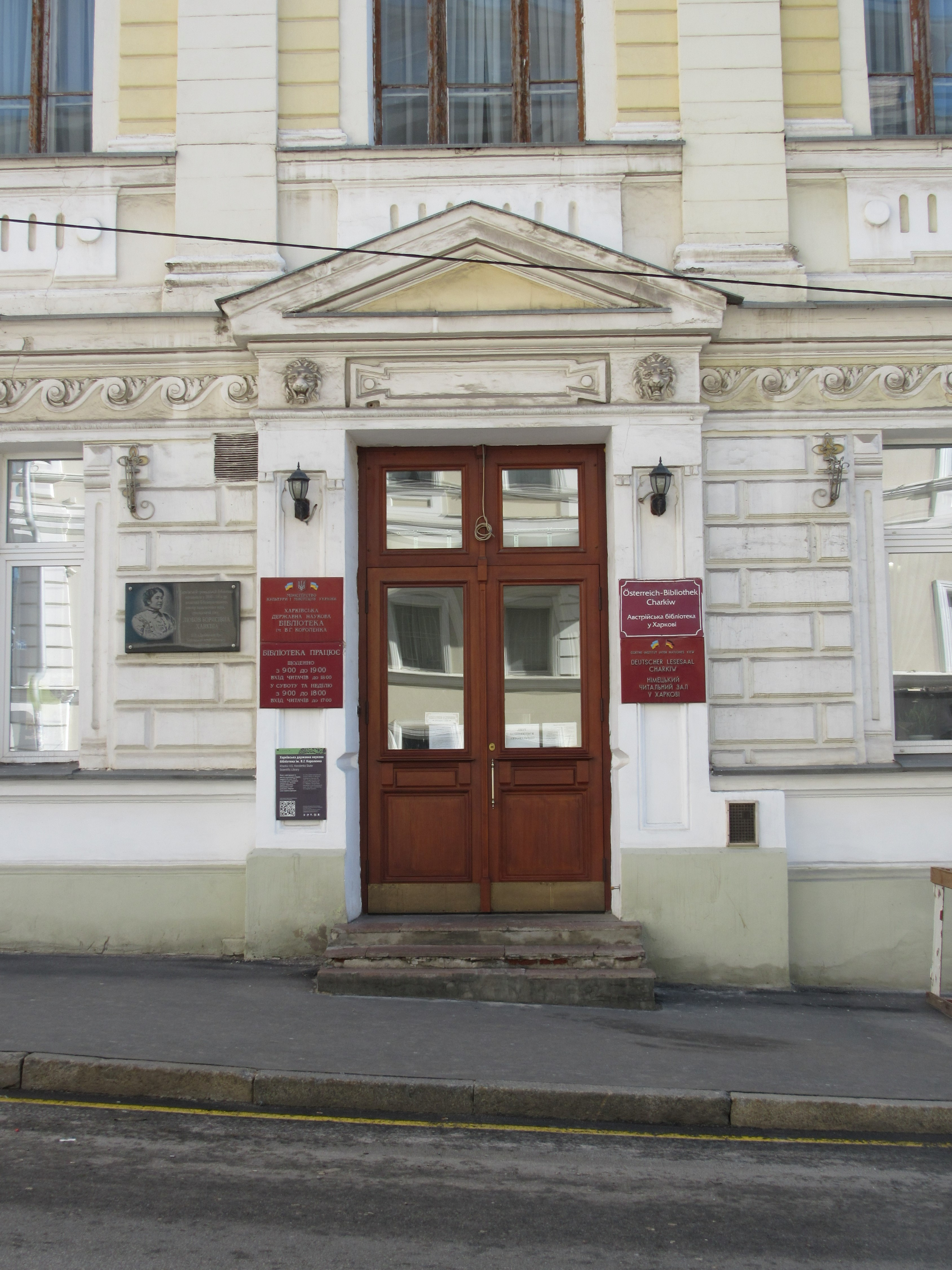
Головний вхід
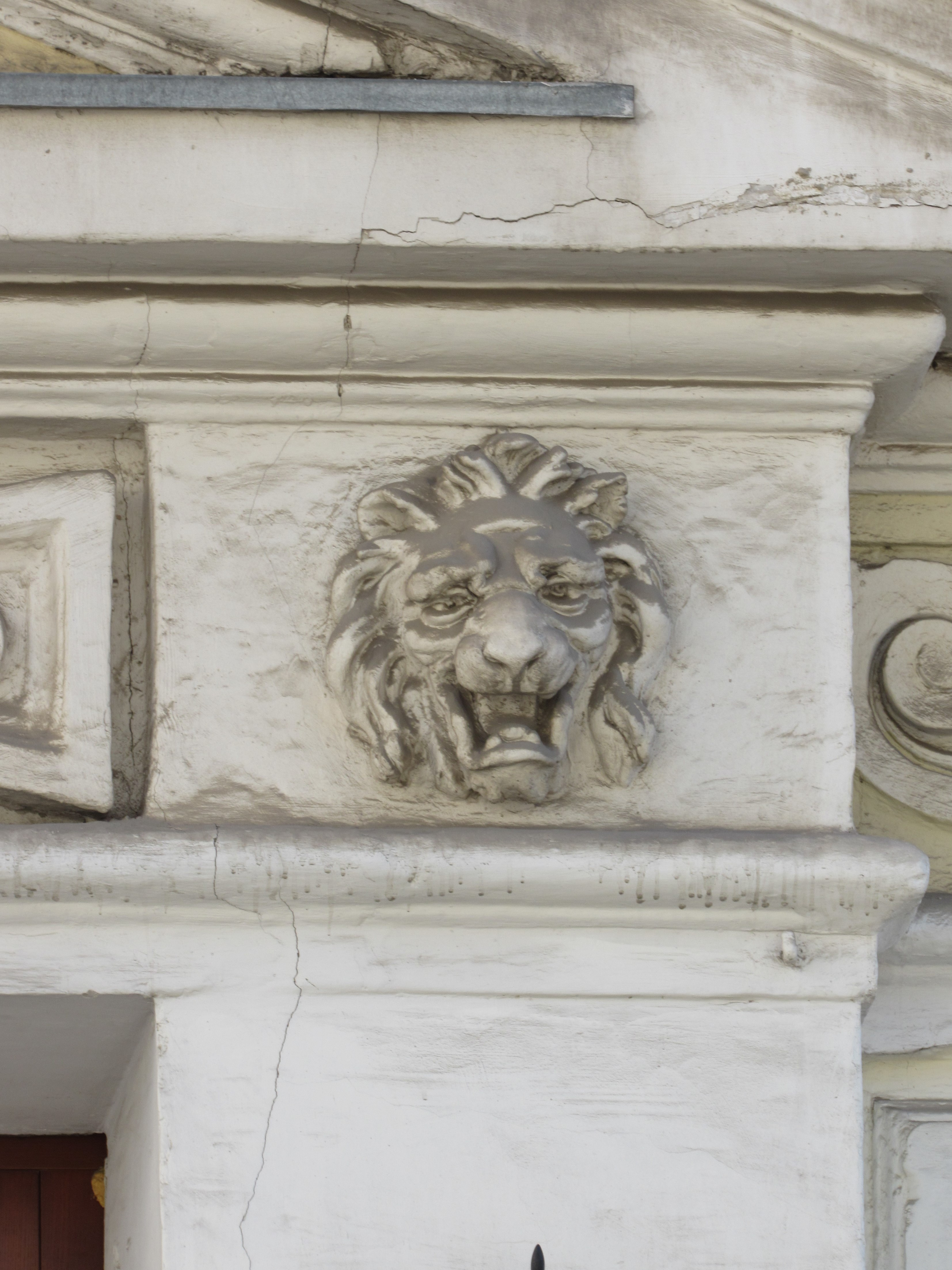
Маскарон лева
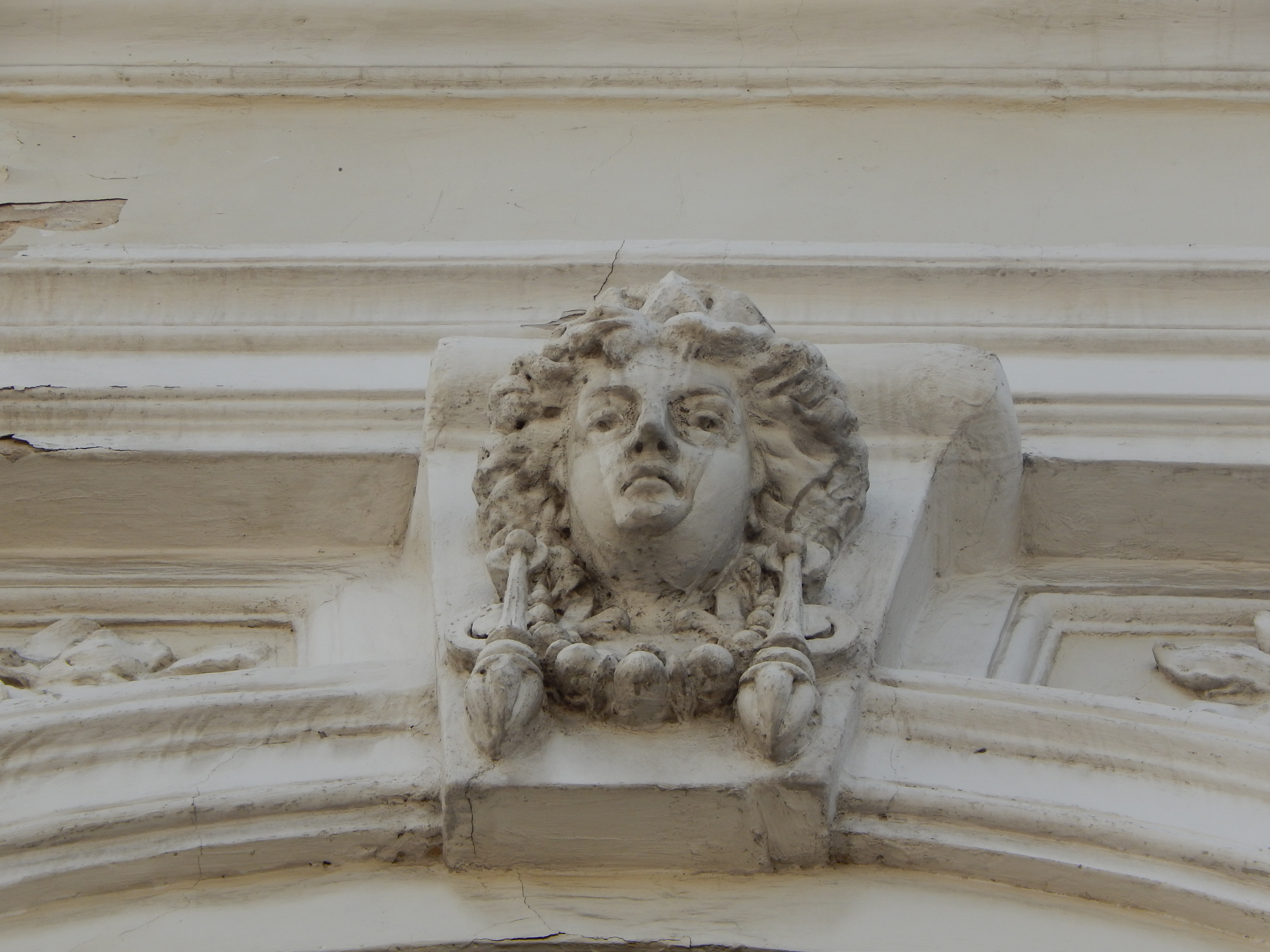
Жіночий маскарон
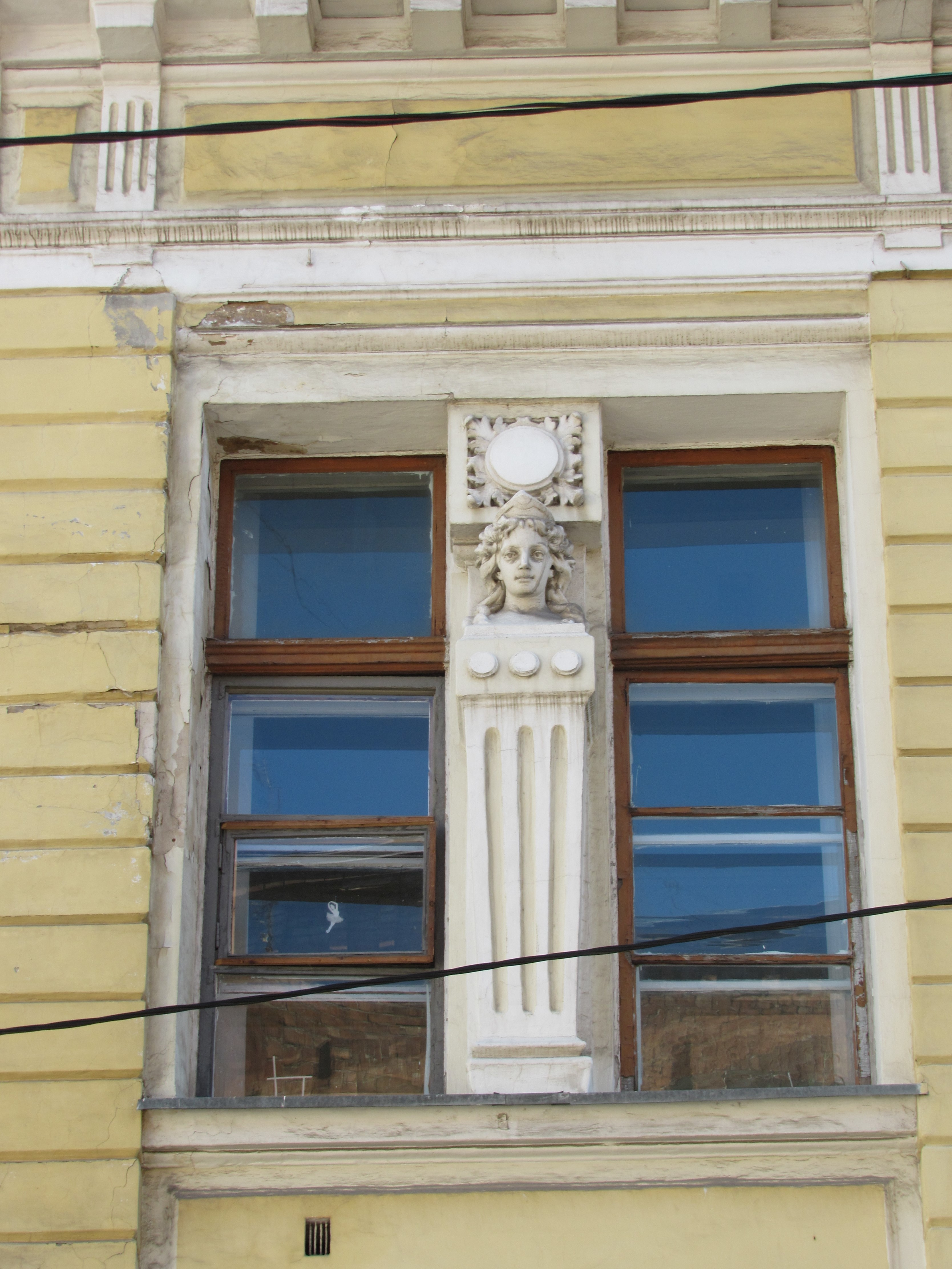
Каріатида
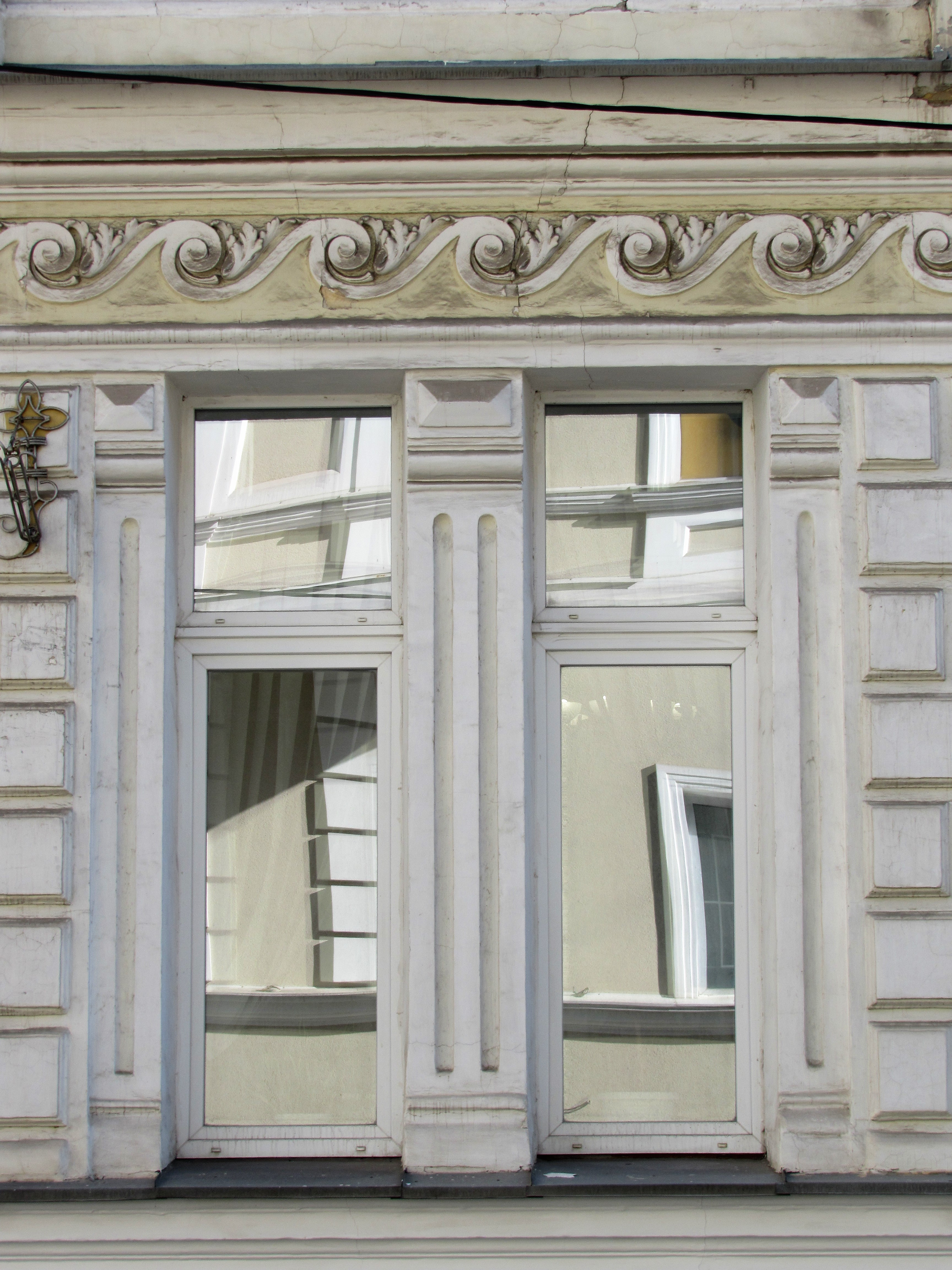
Деталі
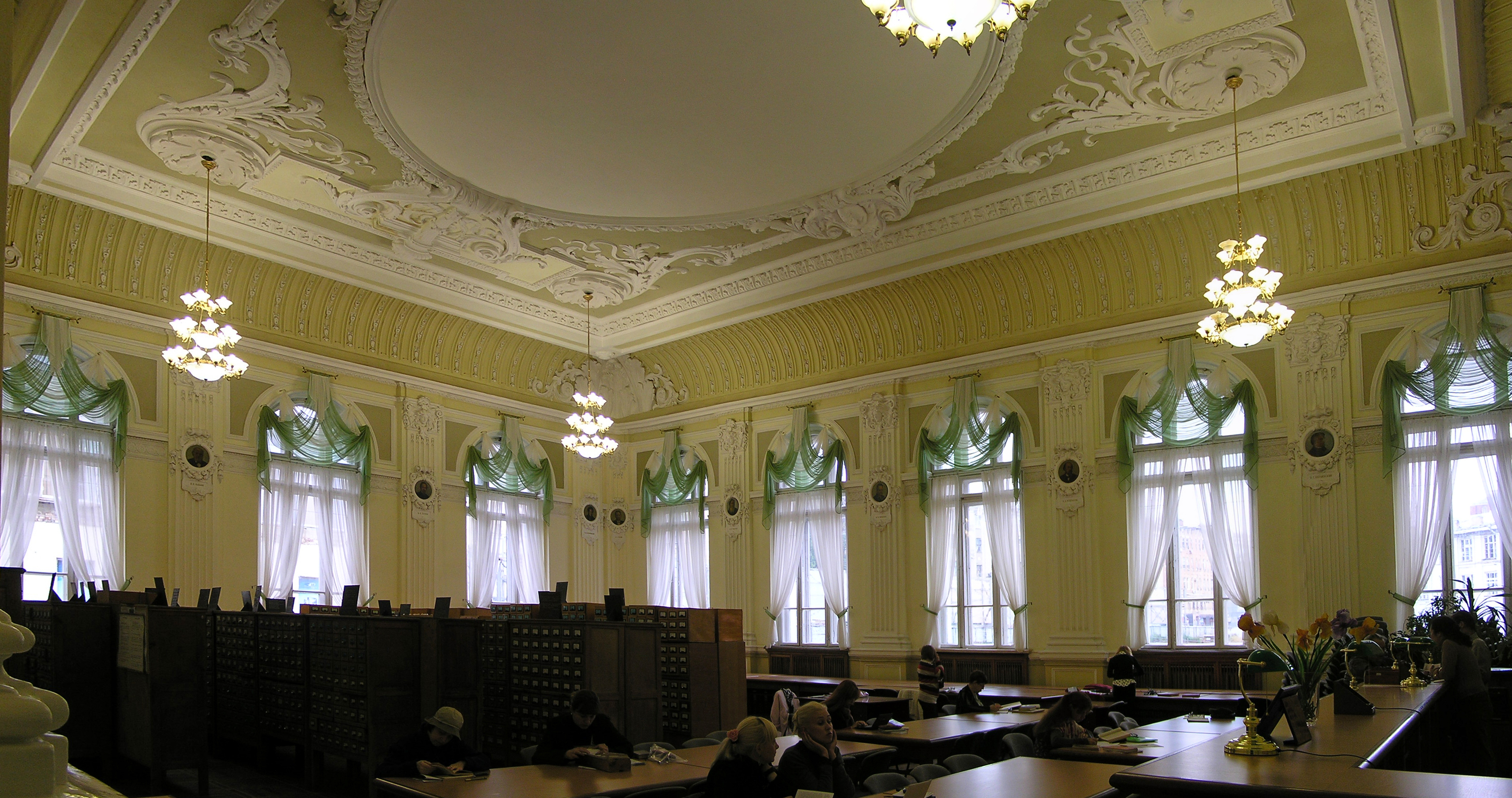
Головний читальний зал
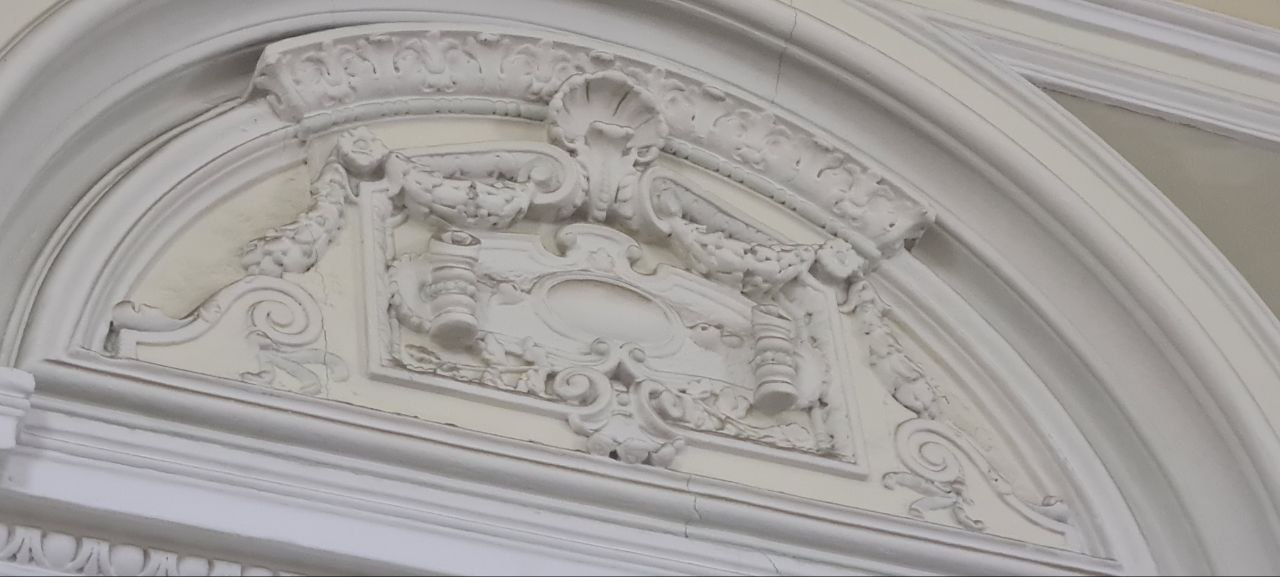
Оформлення читального залу
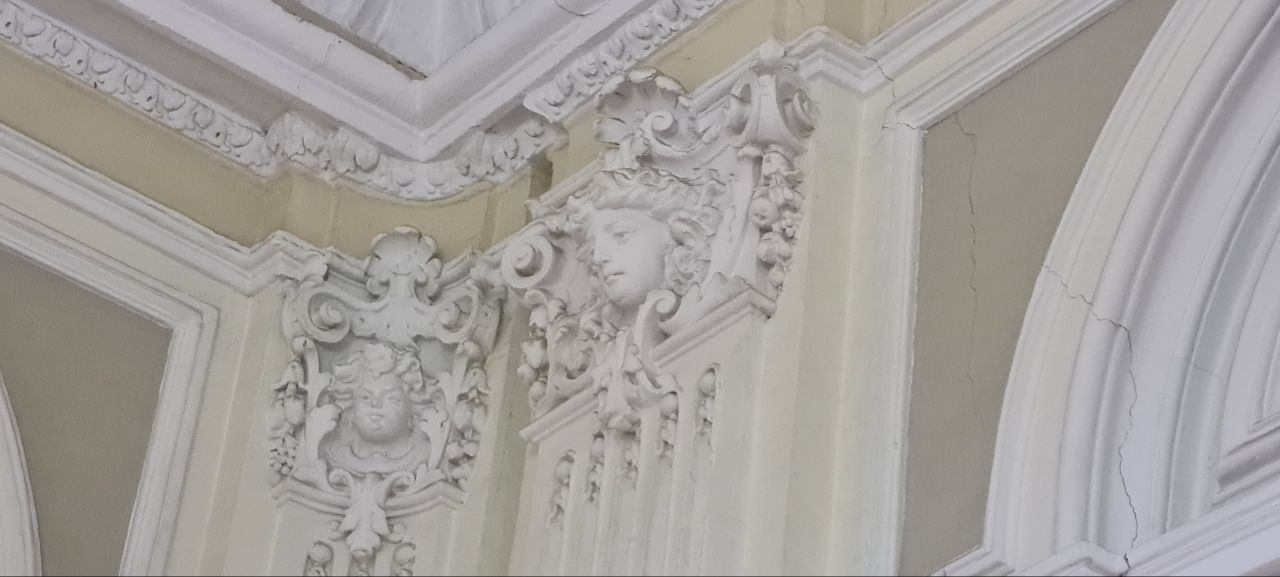
Оформлення читального залу
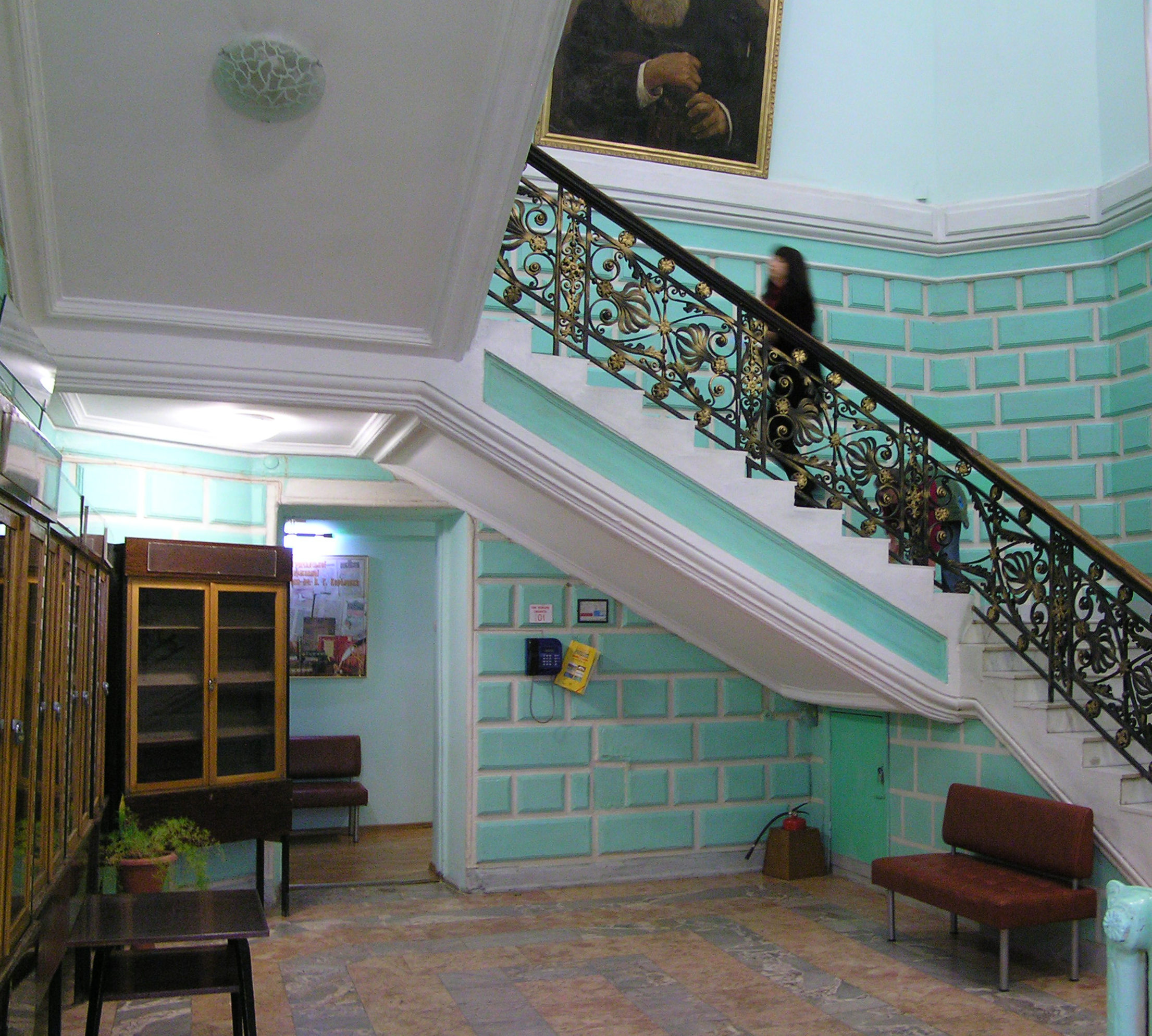
Сходи
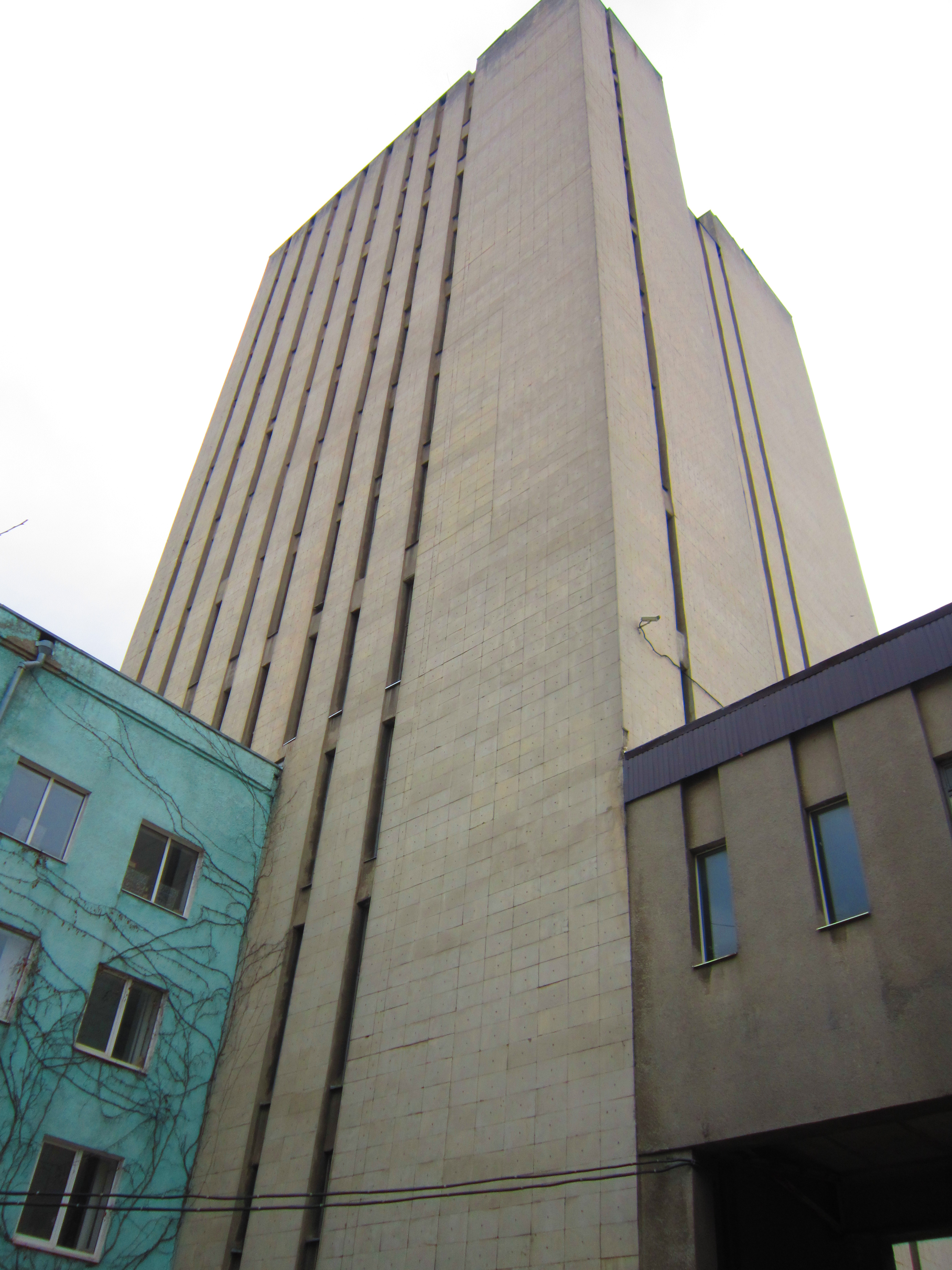
Книгосховище